# Monticiano
Monticiano település Olaszországban, Toszkána régióban, Siena megyében. Lakosainak száma 1555 fő (2023. január 1.). Monticiano Murlo, Sovicille, Chiusdino, Roccastrada és Civitella Paganico községekkel határos.

## Fekvése
Sienától délnyugatra fekvő település.

## Története
Nevét 1189-ben említették először "Castello di Monticiano" néven, Volterra püspökének birtokaként.
A középkorban az erdők hihetetlenül fontos erőforrást képviseltek. A mezőgazdaság  fő terméke a búza volt. 
1554-ben része lett a Toscanai nagyhercegségnek. 1629-1749-ig volt hűbérbirtokként a Pannocchieschi családé volt.

## Nevezetességek
- St. Giusto e Clemente - román stílusú templom a város központjában
- Szent Ágoston kolostor - a sekrestye és a kolostor a 14. században épült

## Galéria

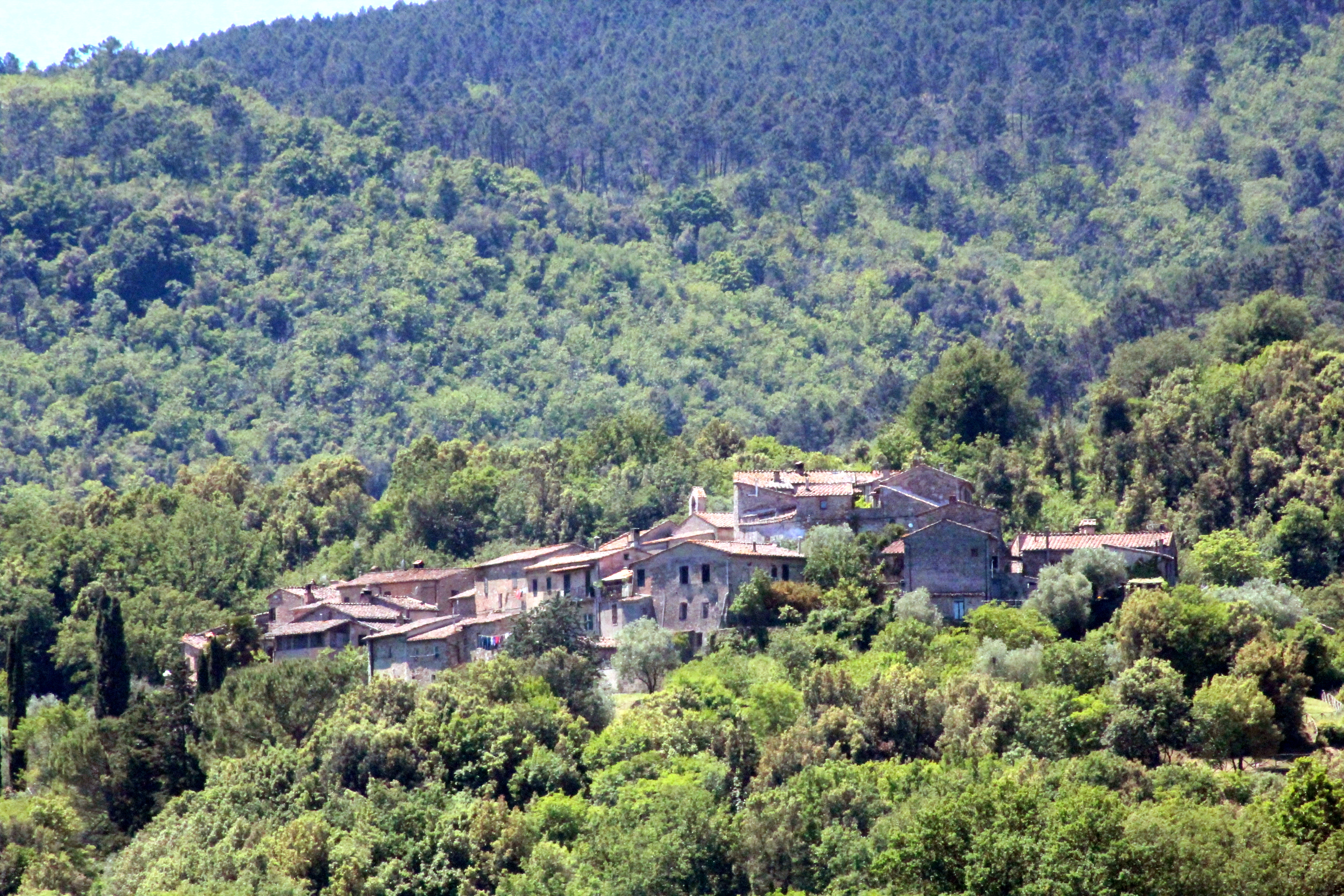
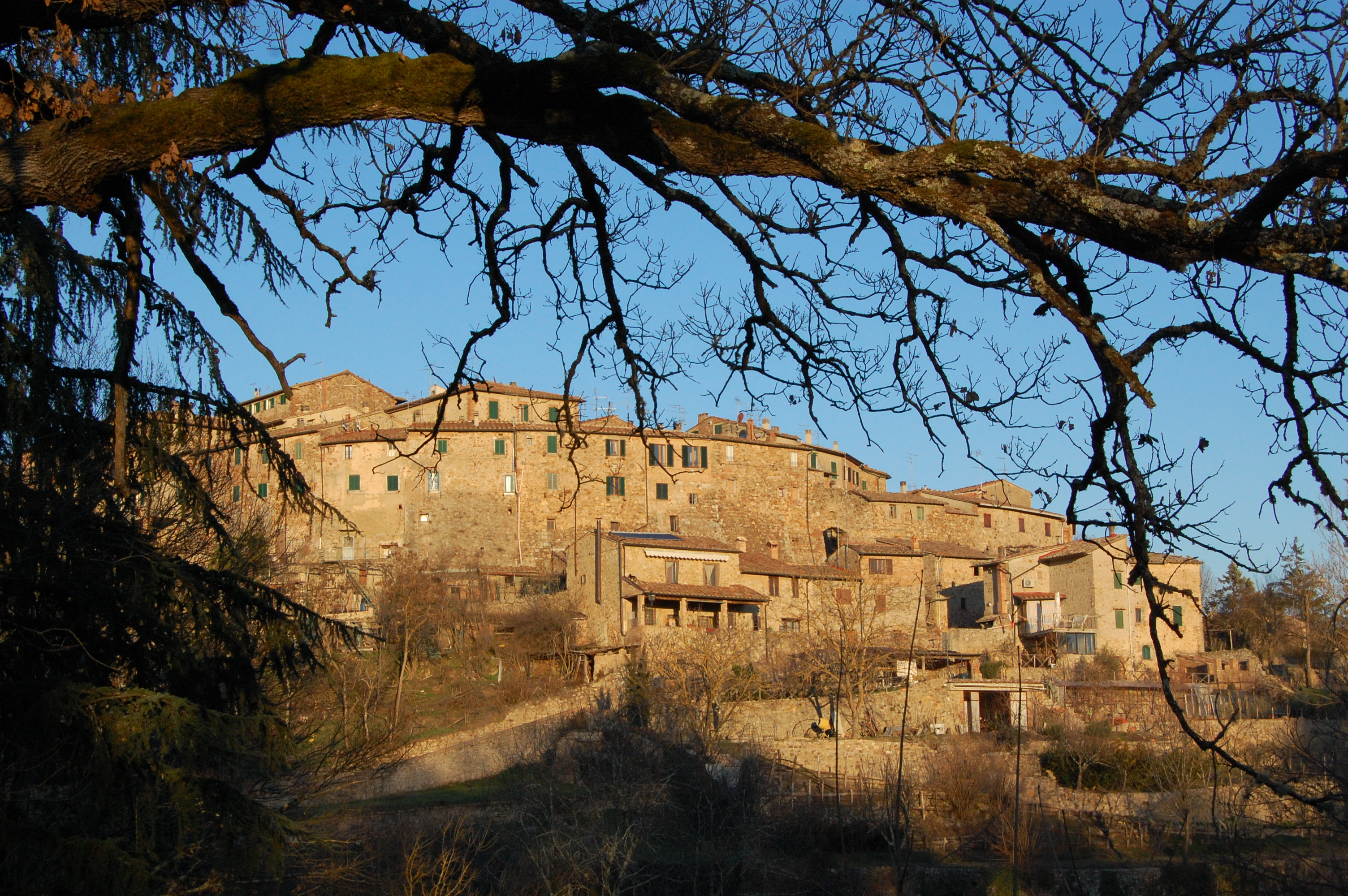
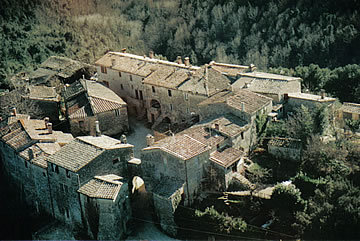
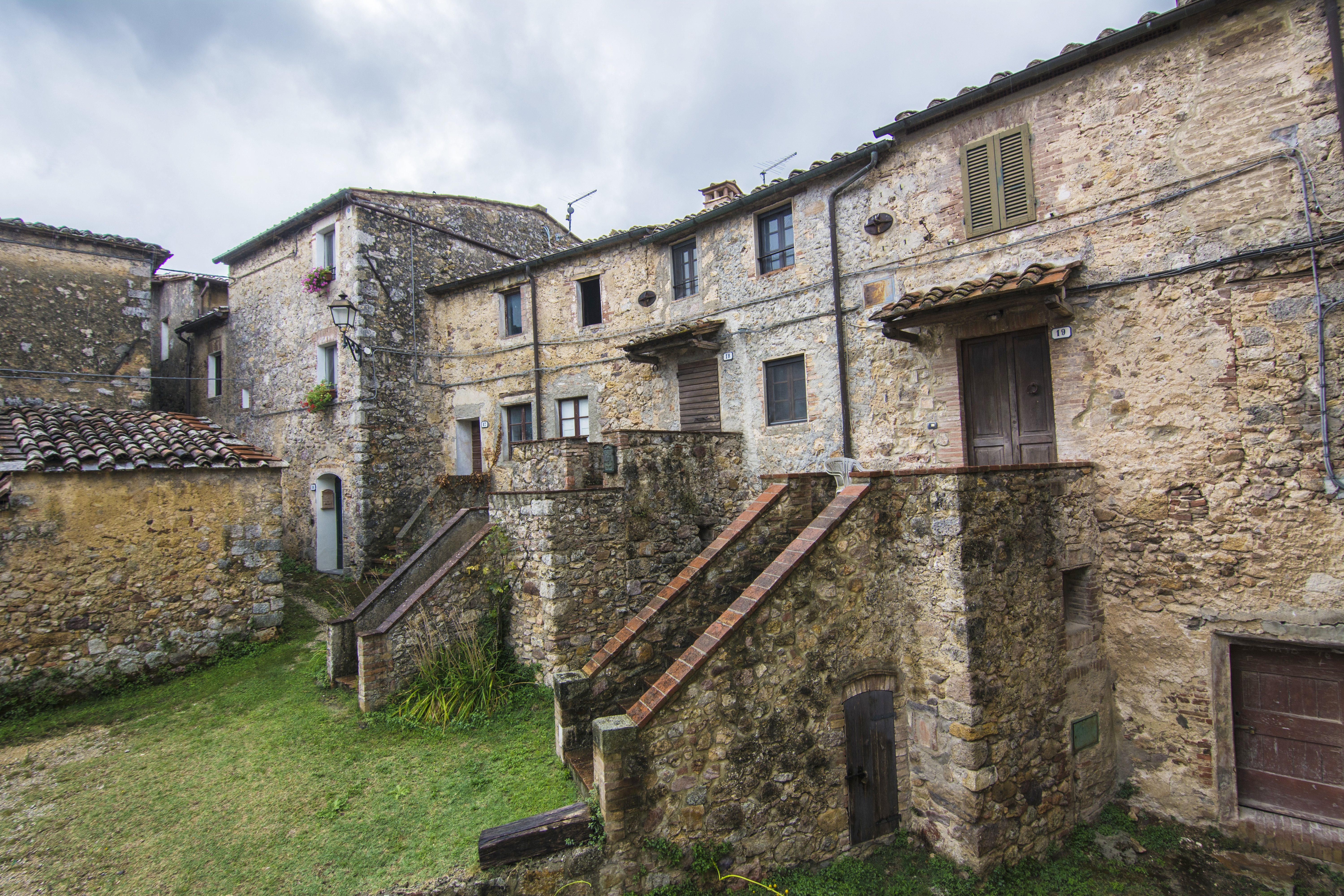
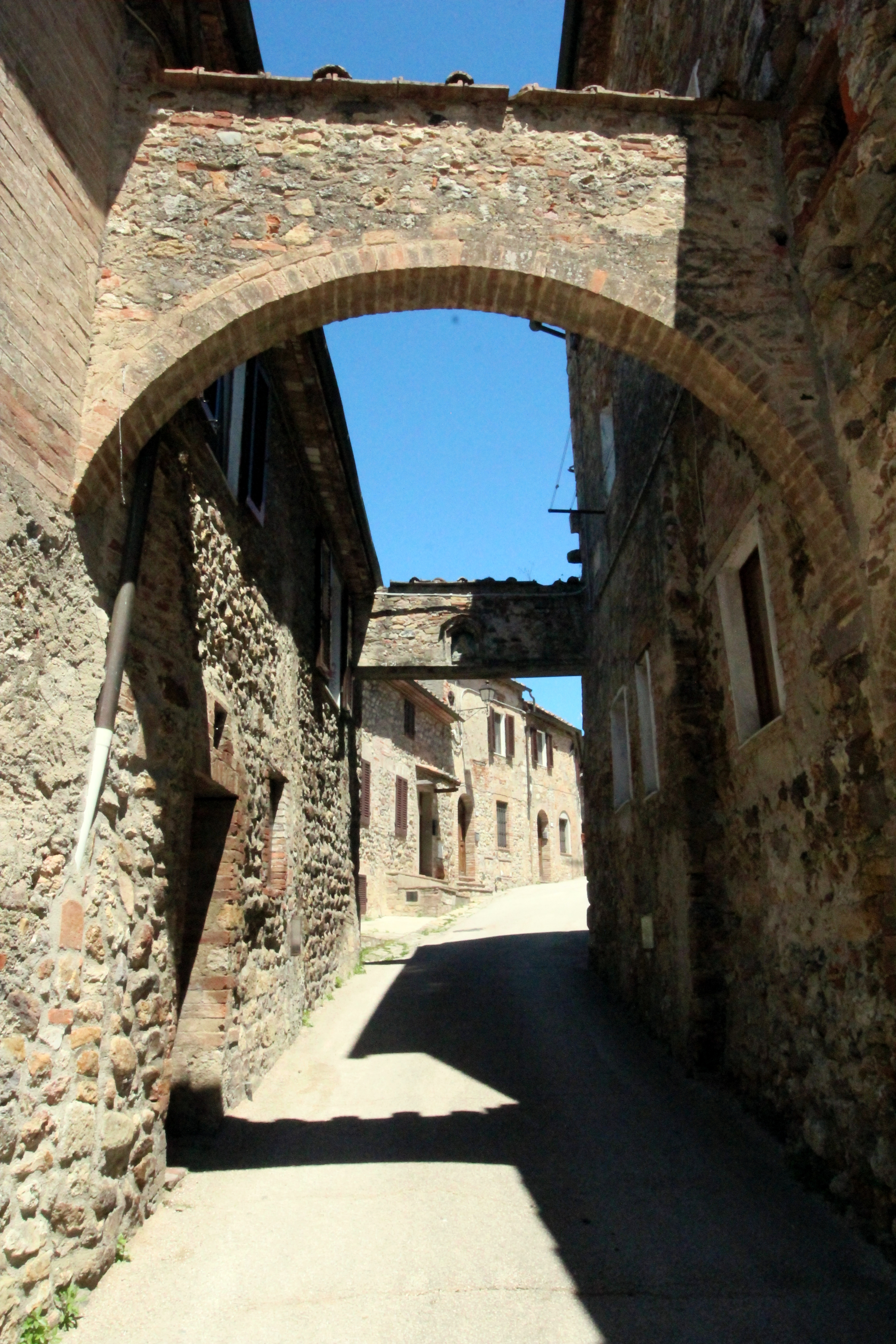
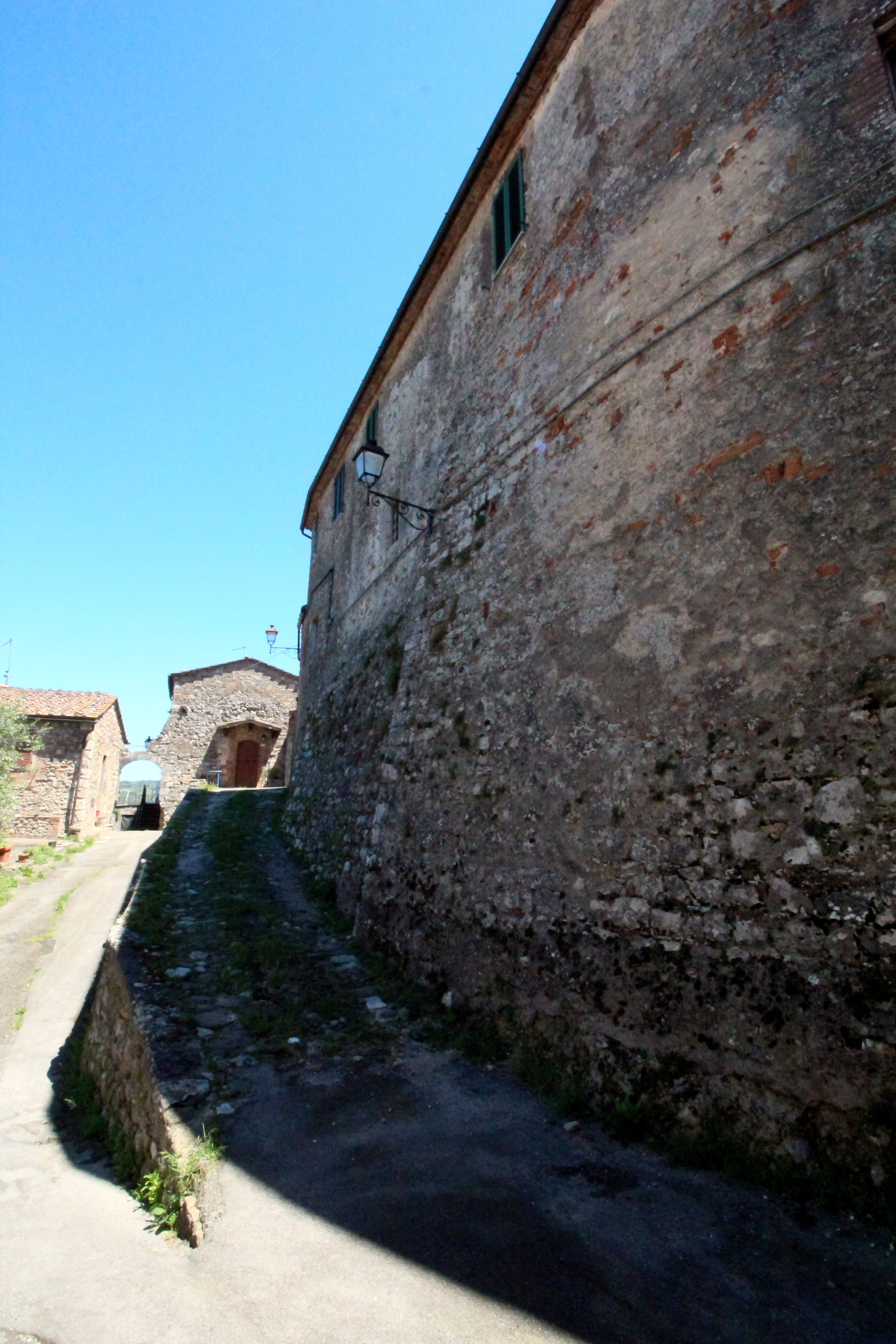
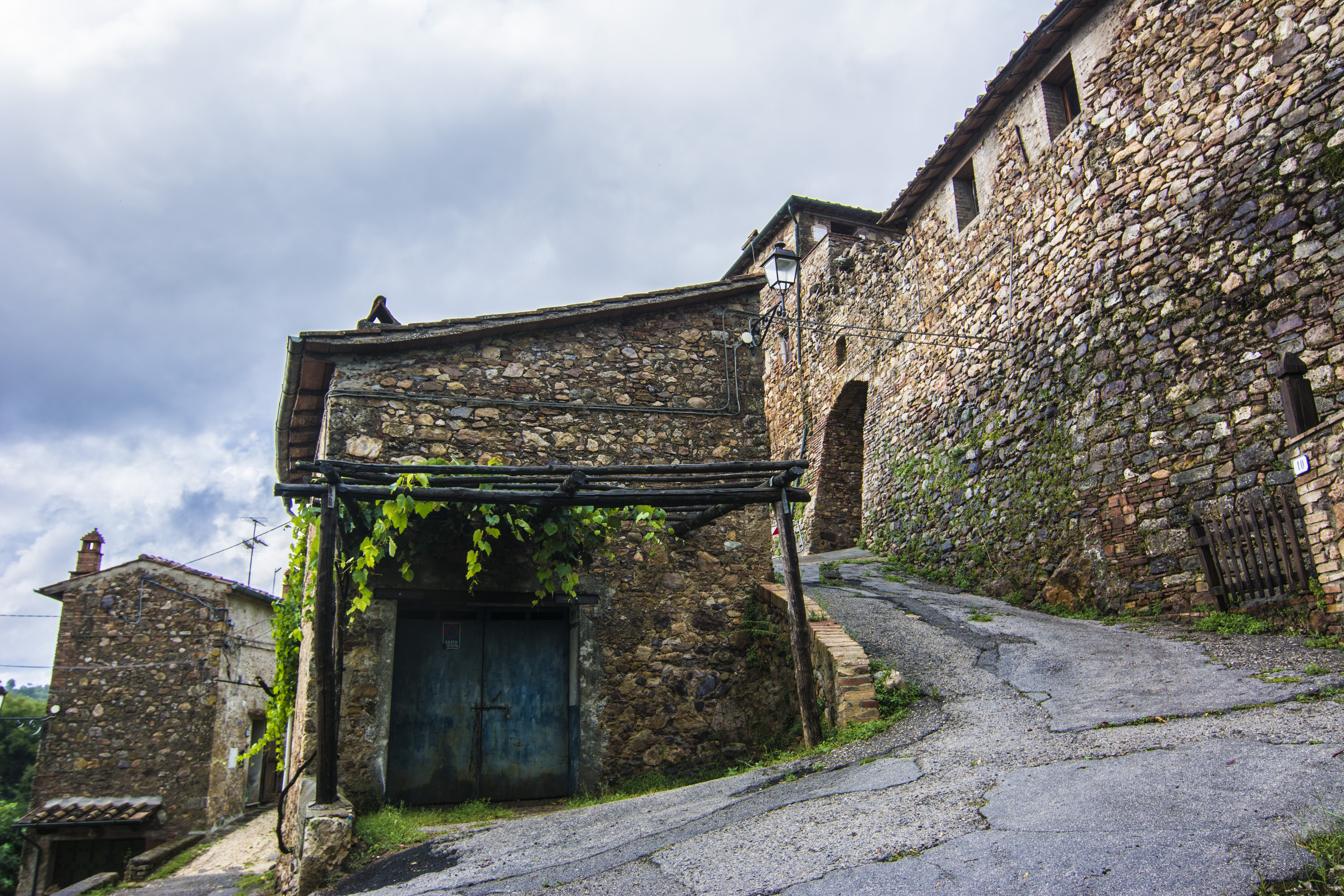
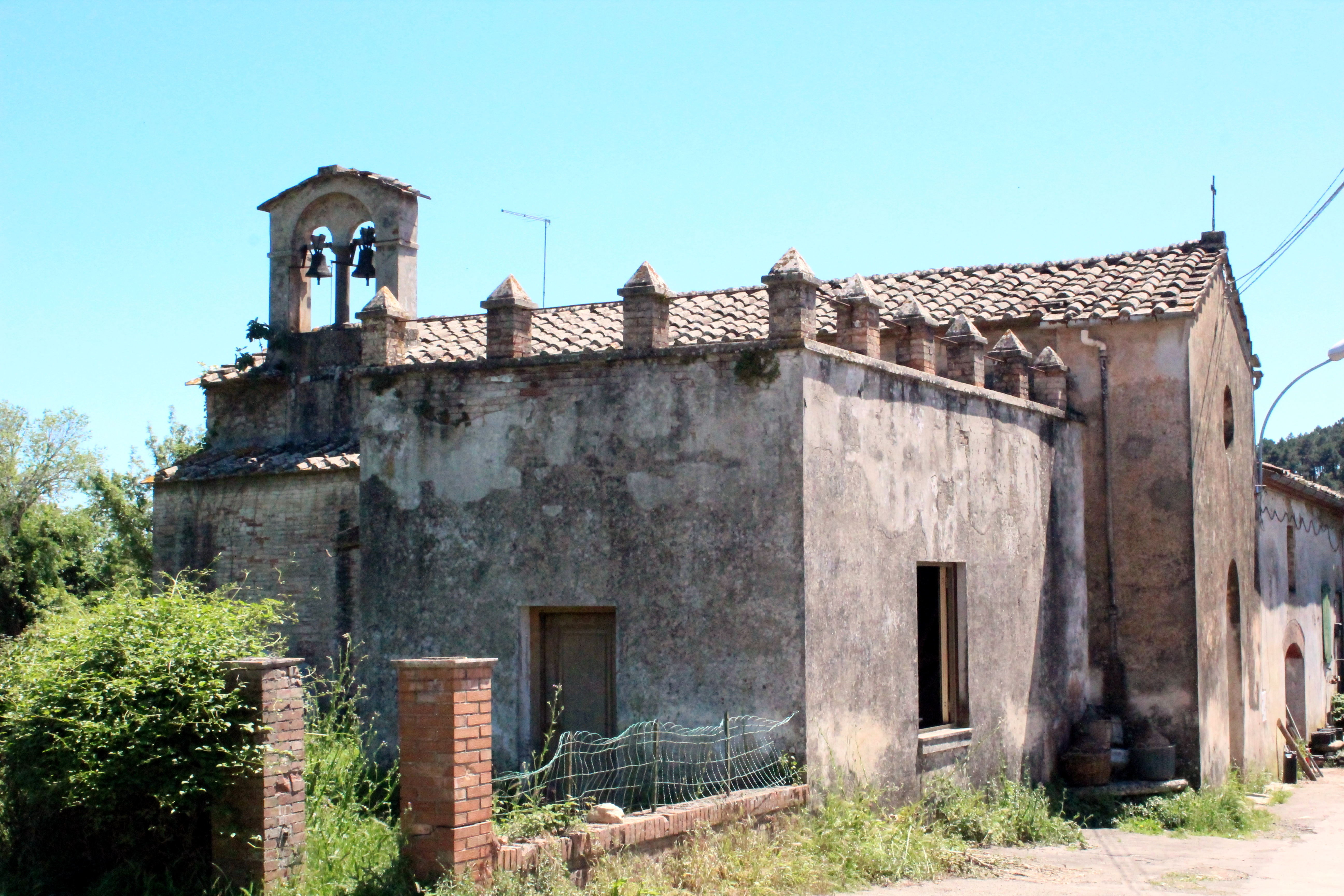
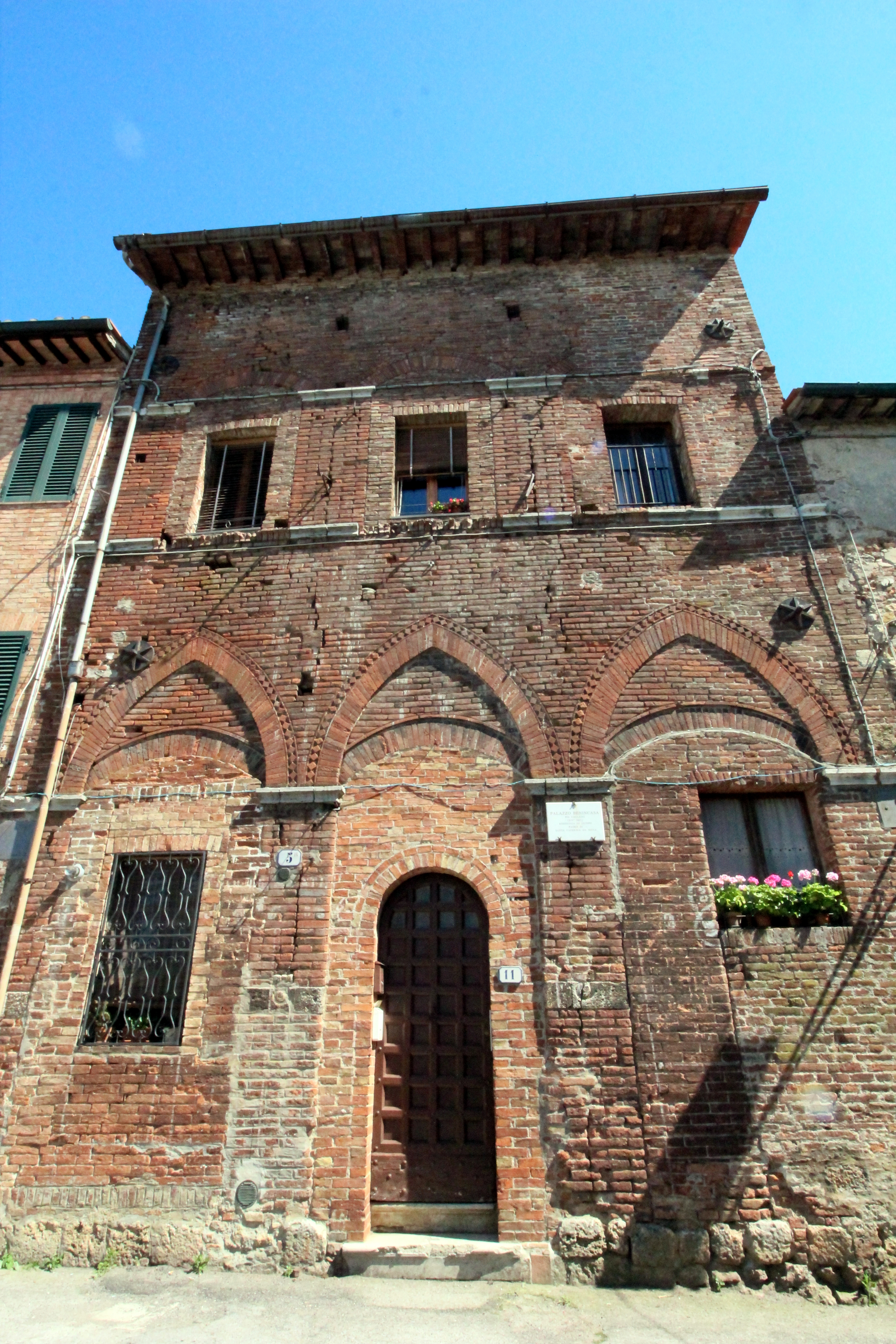
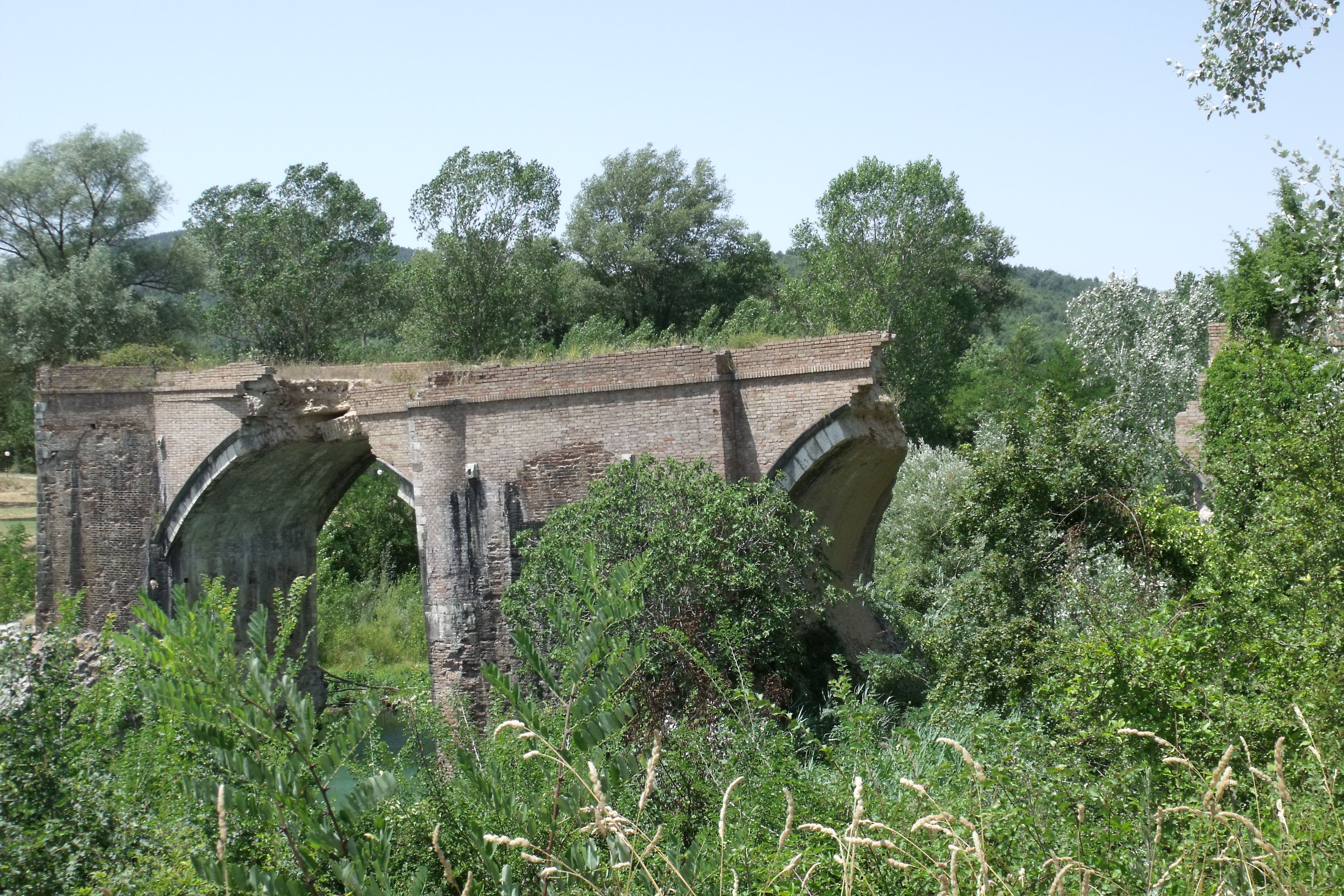